# Kolej krzesełkowa na Hali Goryczkowej
Kolej krzesełkowa na Hali Goryczkowej – kolej krzesełkowa z krzesełkami 2-osobowymi, w Dolinie Goryczkowej w Tatrach Zachodnich. W całości przebiega przez teren Tatrzańskiego Parku Narodowego. Działa tylko w sezonie zimowym. Stwarza możliwość korzystania z trasy narciarskiej z naturalnym śniegiem. Operatorem kolei są Polskie Koleje Linowe S.A. Kolej wchodzi w skład ośrodka narciarskiego "Kasprowy Wierch".

## Historia
Kolej została uruchomiona w 1968. Wybudował ją Mostostal, w oparciu o projekt Krakowskiego Biura Projektowo-Badawczego Budownictwa Przemysłowego. Przewozi narciarzy z Wyżniej Goryczkowej Równi przez Dolinę Goryczkową pod Zakosy na Kasprowy Wierch.

## Dane techniczne
| Kolej krzesełkowa                     | na Hali Goryczkowej |
| ------------------------------------- | ------------------- |
| Długość trasy [m]                     | 1736                |
| Poziom stacji dolnej [m n.p.m.]       | 1355,5              |
| Poziom stacji górnej [m n.p.m.]       | 1958,0              |
| Różnica poziomów [m]                  | 602,5               |
| Podpory trasowe                       | 19                  |
| Typ krzesełek                         | 2-osobowe           |
| Liczba krzesełek                      | 156                 |
| Zdolność przewozowa [osób na godzinę] | 730                 |